# Fires of Life
Pour les articles homonymes, voir Fires.
Albums de Starkill
Virus of the Mind
(2014)
Fires of Life est le premier album du groupe américain de death metal mélodique Starkill. Il est disponible en disque depuis le 13 mai 2013 en Amérique du Nord, et depuis le 16 mai 2013 en Europe,.
Un vidéo clip accompagnant le titre Fires of Life paraît le 8 mars 2013,, bientôt suivi d'un second, destiné à la piste New Infernal Rebirth le 28 mars 2013,,, et d'un troisième, Sword, Spear, Blood, Fire, le 11 avril 2014.

## Liste des pistes[9]
| 1.    | Whispers of Heresy                  | 6:25 |
| 2.    | Fires of Life                       | 4:48 |
| 3.    | Sword, Spear, Blood, Fire           | 4:54 |
| 4.    | Below the Darkest Depths            | 5:17 |
| 5.    | Immortal Hunt                       | 6:31 |
| 6.    | New Infernal Rebirth                | 4:53 |
| 7.    | Strength in the Shadow              | 4:56 |
| 8.    | This Is Our Battle; This Is Our Day | 5:28 |
| 9.    | Withdrawn from All Humanity         | 4:05 |
| 10.   | Wash Away the Blood with Rain       | 7:27 |
| 54:44 |                                     |      |

## Crédits[10]
- Parker Jameson - Chant guttural, guitare, synthétiseurs, programmation d'orchestre
- Charlie Federici - Guitare
- Mike Buetsch - Basse
- Spencer Weidner - Batterie